# ریچارد مورگان
ریچارد مورگان شناخته شده به عنوان Richard K. Morgan در ایالات متحده (متولد ۱۹۶۵) نویسنده داستان علمی تخیلی و فانتزیاست. از آثار او سریال بسیار زیبا به نام کربن تغیر یافته ساخته شده است.